# Hồ T'Nưng
Hồ T'Nưng (cách viết khác là hồ Tơ Nuêng, hồ Tơ Nưng) hay Biển Hồ hoặc hồ Ea Nueng là một hồ nước ngọt nằm tại xã Biển Hồ ở phía bắc thành phố Pleiku, tỉnh Gia Lai. Biển Hồ vốn là 3 miệng núi lửa cổ thông với nhau, bờ hồ chính là miệng núi lửa nhô cao nên dù đứng từ xa vẫn nhìn thấy rõ. Mỗi miệng tạo ra một vực sâu khó dò đến đáy, nên người ta còn gọi T'nưng là "hồ không đáy". Dùng máy hồi âm định vị xác định được Biển Hồ gồm 3 phễu trũng vốn là 3 miệng núi lửa cổ, hai phễu lớn thông với nhau qua một eo khá rộng. Hiện nay đáy hồ bị bồi đắp và trở nên khá bằng phẳng. Độ sâu của hồ cũng đang giảm dần từ trung bình khoảng 20 m năm 2000 đến nay chỉ còn 19 m. Phễu trũng còn lại chỉ còn sâu khoảng 12 m. Hồ nằm trên địa hình cao, không có sông suối chảy vào nhưng nước trong hồ không những không cạn mà còn liên tục chảy thoát ra ngoài qua một con suối nhỏ.
Hồ T'Nưng cách trung tâm thành phố Pleiku khoảng 7 km theo quốc lộ 14, nằm trên cao nguyên địa hình bằng phẳng cao khoảng 800 m so với mực nước biển. Đây là hồ nước ngọt quan trọng cấp nước cho thành phố Pleiku.
Hồ T'Nưng có những cánh rừng thông nhỏ, là nơi ẩn náu của các loài chim như: bói cá, cuốc đen... Chim kơ túc, kơ vông thường thấp thoáng trong các cụm hoa sen, hoa súng trên mặt hồ; le le, ngỗng trời thường lặn ngụp trong những bãi lau sậy và trên trời chim chơ rao, chim trắc la bay lượn. Vì thế, Hồ T'Nưng là nơi thu hút các loài chim tìm về hằng năm.
Hồ T'Nưng còn là vựa cá lớn của vùng Tây Nguyên, gồm đủ loại cá nước ngọt như: cá chép, cá trắm, cá trôi, cá đá, cá niềng, cá chày. Ngoài ra còn có rùa, ba ba, lươn... là những loài thủy sản sống lâu năm trong hồ.
Ngày 16 tháng 11 năm 1988, hồ T'Nưng được Bộ Văn hóa, tiền thân của Bộ Văn hóa, Thể thao và Du lịch cấp bằng Di tích danh lam thắng cảnh.

## Địa lý
Theo các nhà khoa học thì hồ T'Nưng chính là miệng núi lửa đã ngừng hoạt động từ hàng trăm triệu năm qua. Hồ có hình bầu dục, độ sâu trung bình từ khoảng 12 đến 19 mét. Mọi người gọi là Biển Hồ vì diện tích hồ rất rộng, lên tới 228 ha bao quanh những rừng thông và núi, vào mùa mưa, mặt nước có thể lan rộng ra trên 400 ha. Bờ hồ chính là miệng núi lửa nhô cao cho nên đứng từ xa vẫn trông thấy rõ. Hồ T'Nưng là một trong những hồ đẹp nhất ở Tây Nguyên. khi gió to thường có sóng lớn nên mới gọi là biển hồ. Còn người địa phương gọi là T'Nưng, có nghĩa là "biển trên núi".
Những ngày có mưa lớn, hàng trăm con suối đổ về đây, tuy nhiên, nước dâng lên hạ xuống có chu kì trong năm, sau những cơn mưa lớn đầu mùa, nước đặc biệt hạ xuống thấp, sau đó, khi mùa mưa chính thức mới dâng cao. Nhiều buôn làng của người Ba Na, người Gia Rai sống quanh hồ. Thời tiết của Biển Hồ T'Nưng vô cùng mát mẻ, dễ chịu và không khí trong lành.

## Truyền thuyết
Đối với biển hồ T'Nưng, đồng bào Gia Rai có nhiều kỷ niệm đau buồn qua truyện kể sau đây:
Ngày xưa nơi đây là buôn làng sầm uất với những dòng suối nước trong veo. Hàng ngày tiếng chiêng, tiếng trống, tiếng đàn hòa vang thành những khúc nhạc rộn rã, âm vang khắp núi rừng. Thế rồi một năm nọ, trâu bò cả làng đều chết. Dân làng cho là Giàng (Yang) ghét bỏ nên cùng tộc trưởng vào rừng săn bắt nai đem về làm lễ cúng Giàng. Lễ xong, mọi người đang vui say, tin rằng Giàng sẽ phò trợ. Nào ngờ, mặt đất bỗng nhiên rung chuyển mạnh làm sụp đổ cả làng xuống vực sâu, nước tràn ngập, không còn một ai sống sót. Riêng có vợ chồng Mạc Mây bận đi thăm bà con ở xa nên đã tránh được tai nạn thảm khốc. Về làng, chỉ thấy toàn biển nước mênh mông, quá bàng hoàng, khiếp sợ bèn chạy đi báo các làng lân cận về tin khủng khiếp này. Cũng từ đó, người Gia Rai nhớ thương da diết những người đã khuất vì tai nạn trên và luôn luôn xem biển hồ T'Nưng là chứng tích của một sự kiện bi thảm khó quên.
Cũng có một sự tích khác là:
Theo truyện cổ dân gian của dân tộc Jơ Rai kể về sự tích Ia Nueng (Biển Hồ) khi xưa là bến nước uống chung của làng người Jơ Rai. Nước ở bến Ia Nueng rất xanh trong, soi rõ mặt người. Một hôm, trên đường đi đến bến Ia Nueng để lấy nước, có hai người dân trong làng là Yă Pôm và Yă Chao phát hiện một con heo trắng rất đẹp. Yă Chao đã bắt con lợn trắng xinh đẹp kia về nuôi ở nhà mình. Hằng ngày, Yă Chao chăm sóc cho lợn trắng đủ thức ăn ngon nhưng chú lợn con không ăn gì cả. Một lần Yă Chao mang những chiếc bầu đi lấy nước ở Ia Nueng về dính những hạt cát trắng thì bỗng nhiên chú lợn con đã liếm hết những hạt cát một cách ngon lành. Sửng sốt trước hiện tượng lạ, sau này Yă Chao cứ đi lấy cát trắng về cho chú lợn ăn và lớn nhanh như thổi. Sau 3 lần trăng tròn, chú lợn trắng lớn bằng con trâu to và khiến cả dân làng ngạc nhiên.
Khi ấy dân làng làm nhà rông mới và sai người trong làng đi tìm một con lợn thật to để cúng Yàng và làm lễ ăn mừng. Sau khi sai người đi tìm kiếm khắp nơi nhưng không lấy đâu ra con lợn to như già làng mong muốn nên trở về nhà Yă Chao xin bắt con lợn trắng này để làm thịt. Yă Chao kiên quyết từ chối, dù có đổi bao nhiêu tài sản của dân làng cũng không chịu. Nhưng cuối cùng dân làng đã quyết cử 2 người to khỏe đến bắt cho bằng được con lợn trắng về làm thịt cúng Yàng và chia đều thịt cho các gia đình trong làng để ăn mừng. Riêng Yă Chao không nhận thịt và thề rằng: "Nếu tôi ăn thịt này thì đất sẽ động, Ia Nueng sẽ sụp lở". Nhưng đứa cháu của Yă Chao thấy thịt ngon đòi ăn và khóc cả ngày đêm nên bà không cầm được lòng mà phải cho đứa cháu ăn thịt lợn trắng. Bỗng chốc, trời đất, núi rừng rung chuyển, nhà cửa ngả nghiêng, vùi lấp cả dân làng. Hai bà cháu Yă Chao chạy nhưng không kịp nên bị nước nhấn chìm biến thành tượng đá dưới đáy hồ...
Ngoài ra, còn có chuyện kể rằng, hồ mang tên Tơ Nưng là tên một làng cổ trong huyền thoại. Chuyện kể về ngôi làng xưa to và đẹp lắm. Dân làng sống yên vui, hòa thuận lâu đời thì bỗng một hôm, ngọn núi lửa ập tới vùi lấp làng. Những người may mắn còn sống sót đã khóc thương cho làng mình, khóc cho người thân không ngớt, khiến nước mắt chảy thành suối, các suối đổ về thành hồ. Hồ mang tên Tơ Nưng là một kỷ niệm chung của làng cổ đó.